# Manfred Schurti

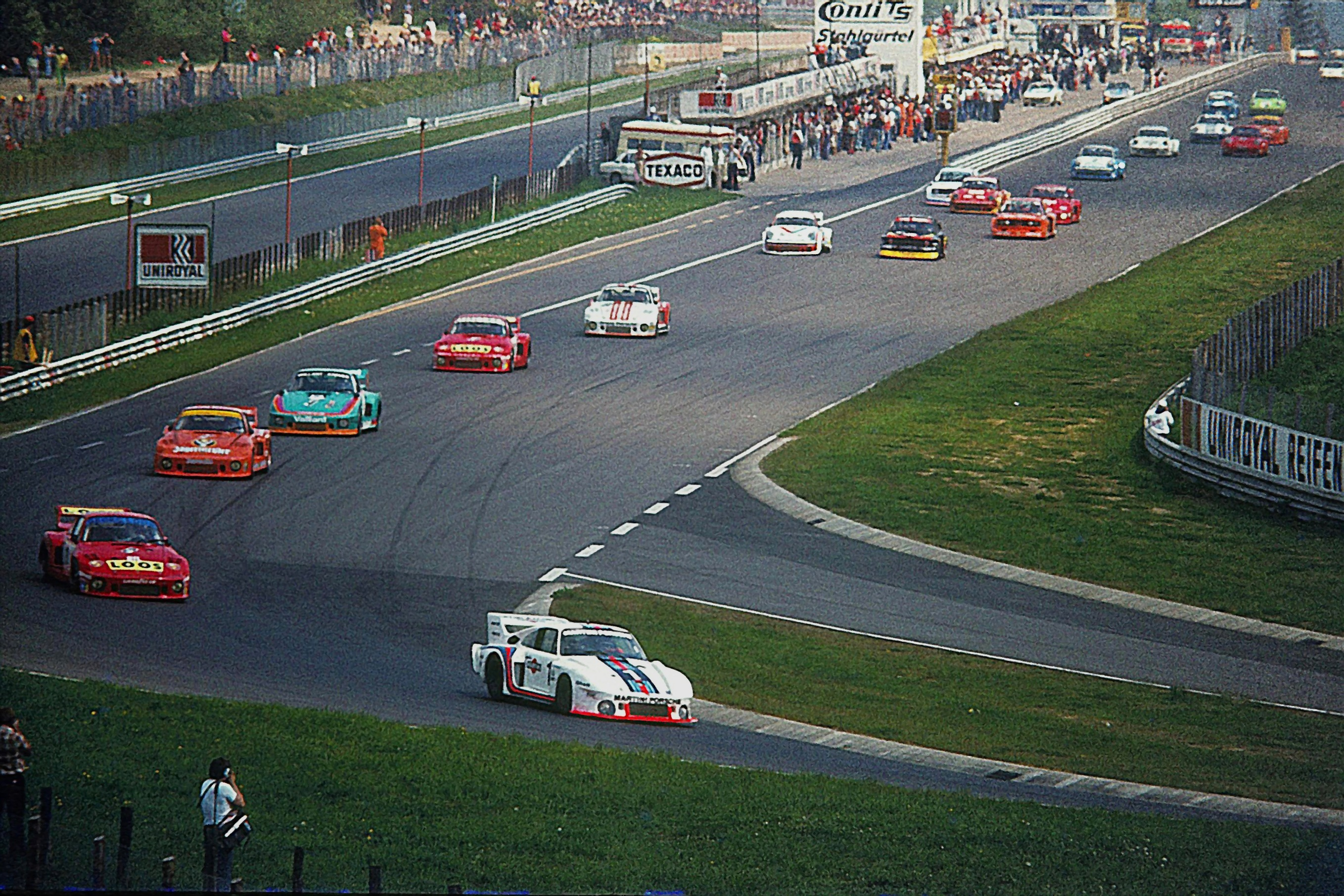

Manfred Schurti (Lustenau, 24 dicembre 1941) è un pilota automobilistico liechtensteinese, che ha partecipato alla 24 Ore di Le Mans dal 1974 al 1982.

## Palmarès
- Formula Super V Gold Cup nel 1972 su Royale RP9
- Formula Super V GTX nel 1972 su Royale RP9
- Salita di Gurnigel nel 1974 su Chevron B21
- 1000 chilometri di Brands Hatch nel 1974 nella categoria GT con John Fitzpatrick e Toine Hezemans su Porsche 911 Carrera RSR
- 1000 chilometri dal Mugello nel 1975 nella categoria GT con John Fitzpatrick e Toine Hezemans su Porsche 911 Carrera RSR
- 6 ore di Watkins Glen nel 1976 con Rolf Stommelen su Porsche 935
- 6 ore del Mugello nel 1977 con Rolf Stommelen e nel 1979 con John Fitzpatrick e Bob Wollek su Porsche 935
- 200 miglia di Norimberga nel 1977 su una Porsche 935
- 1000 chilometri del Nürburgring nel 1979 con John Fitzpatrick e Bob Wollek su Porsche 935
- Avusrennen BMW Procar nel 1980 su BMW M1
- 2° 6 ore di Brands Hatch 6 nel 1977 con Edgar Dören su Porsche 935
- 2° 24 Ore di Daytona nel 1978 con Dick Barbour e Gene Rutherford su Porsche 935
- 2° 1000 chilometri del Nürburgring nel 1978 con Jacky Ickx su Porsche 935
- 2° 6 Ore di Watkins Glen nel 1978 con Rolf Stommelen e Dick Barbour su Porsche 935
- 2° 6 Ore del Mugello nel 1979 con Jacky Ickx e Bob Wollek su Porsche 935
- 2° 6 Ore di Digione nel 1979 con Jacky Ickx e Bob Wollek su Porsche 935

## Riconoscimenti
- Sportivo dell'anno in Liechtenstein nel 1972
- BP Racing Trophy 1976[1]